# Syunik (Syunik)
Pour l’article homonyme, voir Syunik.
Syunik ou Syuniq (en arménien Սյունիք) est une communauté rurale du marz de Syunik en Arménie. Comprenant également les localités de Bargushat, Ditsmayri, Khordzor et Sznak, elle compte 1 256 habitants en 2008.